# Alejandro Petión
Alejandro Petión est une localité rurale argentine située dans le partido de Cañuelas, dans la province de Buenos Aires.

## Géographie

### Démographie
La localité compte 2 759 habitants (Indec, 2010), ce qui représente un déclin de 4 % par rapport au recensement précédent de 2001 qui comptait 2 874 habitants.

### Sismologie
La région répond à la « sous-faille du rio Paraná », et à la « sous-faille du rio La Plata », avec une faible sismologie ; et sa dernière expression a eu lieu le 5 juin 1888 (134 ans), à 3 h 20 UTC-3, avec une magnitude d'environ 5 sur l'échelle de Richter (séisme de Rio de la Plata de 1888).